# Yves Montand
Yves Montand, właśc. Ivo Livi (ur. 13 października 1921 w Monsummano Terme, zm. 9 listopada 1991 w Senlis) – włosko-francuski aktor filmowy, teatralny i piosenkarz. Uchodził za jednego z najwybitniejszych francuskich artystów XX wieku. 

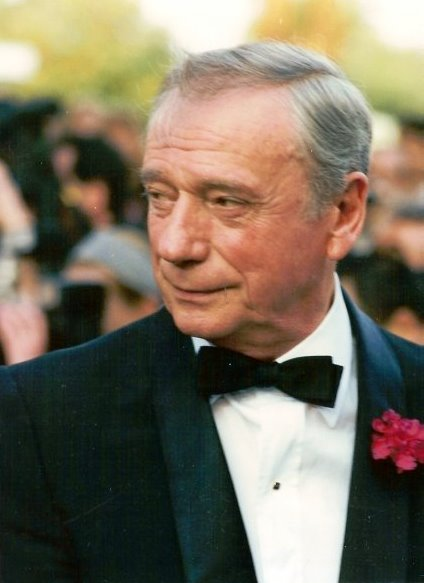
Montand w 1987

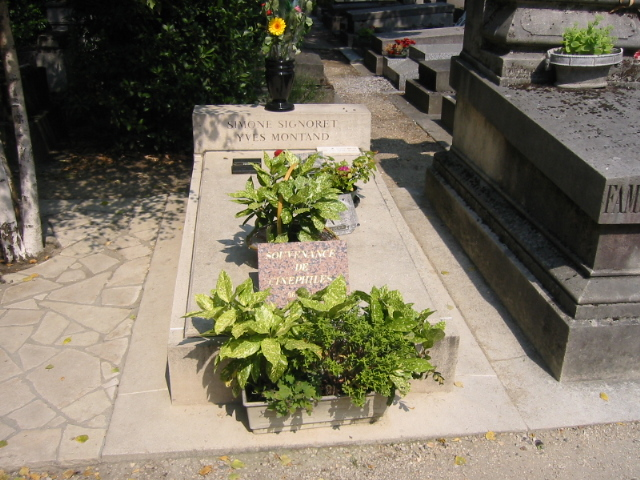
Grób Montanda na cmentarzu Père Lachaise (2003)

## Życiorys
Urodził się w Monsummano Alto w Toskanii we Włoszech, jako syn Giuseppiny Simoni i Giovanniego Liviego, rok przed dojściem do władzy Benito Mussoliniego i ustanowieniem reżimu faszystowskiego. Był najmłodszym z trójki rodzeństwa; miał starszą siostrę Lydię (1915–2003) i starszego brat Giuliano „Juliena” (1917–1994). Pochodził z rodziny robotniczej i aktywistycznej, którą darzył przez całe życie szacunkiem i która przekazała mu przywiązanie do komunizmu. Jego ojciec, robotnik portowy, po długim okresie bezrobocia, w 1932 przeniósł się do Marsylii, po czym sprowadził tam rodzinę i naturalizował się we Francji. Montand skończył szkołę podstawową i mając 11 lat rozpoczął pracę zarobkową. Był gońcem, pomocnikiem w zakładzie fryzjerskim siostry i robotnikiem w fabryce metalurgicznej. Od portowych piosenkarzy uczył się śpiewu. Jako 15–latek zaczął występować w knajpkach na przedmieściu Marsylii, imitując głos Kaczora Donalda. 
W 1938 debiutował w programie kabaretowym, pod pseudonimem Yves Montand. W czasie II wojny światowej jego brat dostał się do niewoli i Montand stał się jedynym żywicielem rodziny. Pracował jako tragarz portowy, a wieczorem śpiewał w kabaretach. Praca w środowisku marsylskich dokerów wpłynęła na jego światopogląd. W okresie wojny współpracując z ruchem oporu rozpoczął swoją działalność w szeregach Francuskiej Partii Komunistycznej. Z tego okresu pozostały mu socjalistyczne, niemal skrajnie lewicowe przekonania i zaangażowanie w sprawy polityki. 
Od 1942 występował na estradach Marsylii, Tuluzy i Bordeaux, stając się najpopularniejszym śpiewakiem portowych estrad. W 1944 przyjechał do Paryża i w ciągu kilku miesięcy zdobył sławę jednego z najlepszych piosenkarzy francuskich. Teksty piosenek pisał dla niego Jacques Prévert. W Moulin Rouge, dzięki koneksjom Émile’a Audiffreda, wystąpił jako support przed Édith Piaf, z którą miał też romans w latach 1944–1946.
Zadebiutował na ekranie w roli Pierre’a w dramacie Gwiazda bez światła (Étoile sans lumière, 1945) z Édith Piaf. Rok później pojawił się jako Diego w melodramacie fantasy Marcela Carné Wrota nocy (Les Portes de la nuit, 1946). Pierwszy wielki sukces odniósł dzięki roli w dramacie Henri-Georges Clouzota Cena strachu (Le Salaire de la peur, 1953). Najwybitniejsze kreacje stworzył w filmach politycznych Costy Gavrasa oraz psychologicznych Claude’a Sauteta. W adaptacji sztuki Arthura Millera Czarownice z Salem (Les sorcières de Salem, 1957) wcielił się w postać John Proctora, rozdartego między miłością do żony (Simone Signoret) a walką o swoje dobre imię. W trakcie swojej kariery grał wielokrotnie w amerykańskich filmach i na scenach Broadwayu. Najwybitniejsze kreacje stworzył w filmach politycznych Costy Gavrasa oraz psychologicznych Claude’a Sauteta. Był dwukrotnie nominowany do nagrody Cezara za rolę prokuratora Henriego Volneya, który prowadzi śledztwo w sprawie morderstwa prezydenta w dreszczowcu Henriego Verneuila I... jak Ikar (I comme Icare, 1979) i jako Alex, były tancerz stepujący i kelner w dużej paryskiej kawiarni z browarem w komediodramacie Claude’a Sauteta Kelner! (Garçon!, 1983). Przewodniczył jury konkursu głównego na 40. MFF w Cannes (1987).

## Życie osobiste
22 grudnia 1951 zawarł związek małżeński z aktorką Simone Signoret, który trwał do jej śmierci w 1985. Małżonkowie wielokrotnie grali w filmach. 
Na planie filmowym musicalu George’a Cukora Pokochajmy się (Let’s Make Love, 1960) romansował z Marilyn Monroe. 
Z nieformalnego związku z Anne Fleurange miał córkę Aurore Annę Antonellę (ur. 6 października 1975) i ze swoją asystentką Carole Amiel miał syna Valentina (ur. 31 grudnia 1988).
W końcowych latach życia mieszkał w swoim domu w Prowansji. 

### Śmierć
Zmarł na atak serca na planie filmu IP5, już po nakręceniu wszystkich scen. Ironią losu film ten opowiada o starszym człowieku, który również umiera na serce. 
Został pochowany, obok wcześniej zmarłej żony, na paryskim cmentarzu Père Lachaise.

## Filmografia (wybór)
- Les Portes de la Nuit (1946)
- Cena strachu (1953)
- La Grande Strada Azzurra (1957)
- Pokochajmy się (1960)
- Compartiment tueurs (1965)
- La Guerre est finie (1966)
- Grand Prix (1966)
- Vivre pour Vivre (1967)
- Z (1968)
- L’Aveu (1969)
- W kręgu zła (1970)
- Mania wielkości (1971)
- César et Rosalie (1972)
- Tout va Bien (1972)
- Stan oblężenia (1973)

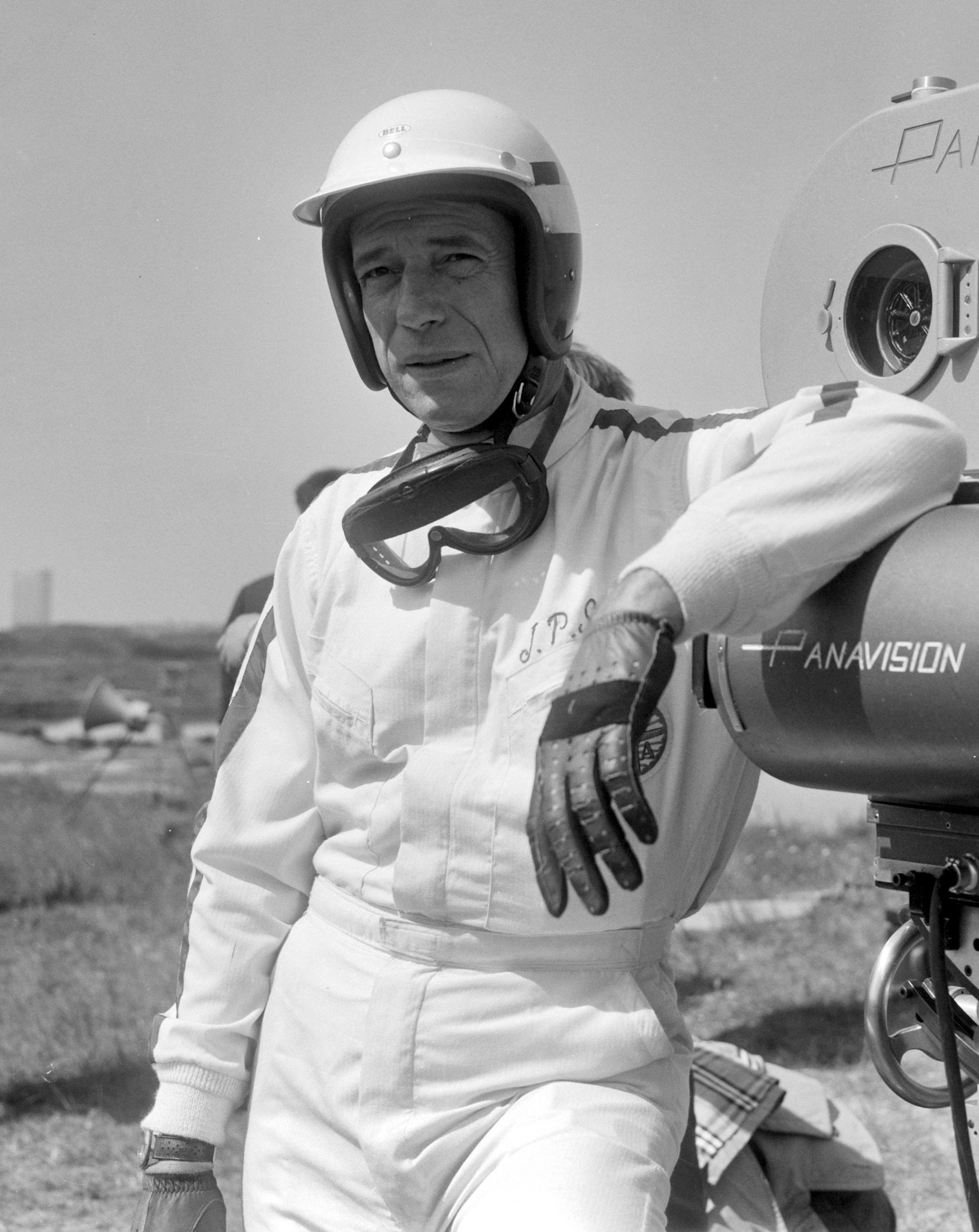
W filmie Grand Prix z 1966

- Vincent, François, Paul...Et les Autres (1974)
- Le Sauvage  (1975)
- Le Fond de L’air Est Rouge (1977)
- I... jak Ikar (1979)
- Garçon! (1983)
- Jean de Florette (1986)
- Manon u źródeł (1986)
- IP5 (1991)

## Nagrody i nominacje
| Rok  | Nagroda                                            | Kategoria                                                          | Film                             | Rezultat  |
| ---- | -------------------------------------------------- | ------------------------------------------------------------------ | -------------------------------- | --------- |
| 1957 | Międzynarodowy Festiwal Filmowy w Karlowych Warach | Najlepszy aktor                                                    | Czarownice z Salem (1957)        | Wygrana   |
| 1961 | Nagroda BAFTA                                      | Najlepszy aktor zagraniczny                                        | Pokochajmy się (1960)            | Nominacja |
| 1962 | Nagroda Emmy                                       | Znakomity występ w programie rozrywkowym lub muzycznym lub serialu | Yves Montand na Broadwayu (1961) | Nominacja |
| 1973 | David di Donatello                                 | Najlepszy aktor zagraniczny                                        | Cezar i Rozalia (1972)           | Wygrana   |
| 1976 | Bambi                                              | Najlepszy film zagraniczny z Catherine Deneuve                     | Samotnik (1975)                  | Wygrana   |
| 1980 | Cezar                                              | Najlepszy aktor                                                    | I... jak Ikar (1979)             | Nominacja |
| 1984 | Cezar                                              | Najlepszy aktor                                                    | Kelner! (1983)                   | Nominacja |
| 1988 | Nagroda BAFTA                                      | Najlepszy aktor pierwszoplanowy                                    | Jean de Florette (1986)          | Nominacja |